# Мартіна Далич
Мартіна Штімац (хорв. Štimac), у шлюбі Далич (хорв. Martina Dalić; нар. 12 листопада 1967, Велика Гориця) — хорватська економістка і політик, член ХДС, міністр фінансів Хорватії в уряді Ядранки Косор. Віцепрем'єрка і міністр економіки, малого і середнього підприємництва та ремесел Хорватії в уряді Андрея Пленковича.

## Життєпис
Народилася у Великій Гориці. 
1990 року закінчила економічний факультет Загребського університету, де в 1994 здобула ступінь магістра. 2012 року на економічному факультеті Сплітського університету захистила докторську дисертацію. Одержавши диплом, працювала асистенткою кафедри організації та менеджменту економічного факультету Загребського університету. 
1995 року хорватське міністерство фінансів прийняло її на посаду начальниці відділу макроекономічного прогнозування, а в 1997 стала помічницею тодішнього міністра фінансів Борислава Шкегро з питань макроекономічного аналізу і прогнозів. 2000 року у зв'язку з утратою влади партії ХДС покинула державну службу і працевлаштувалася головною економісткою банку PBZ (Privredna banka Zagreb). 2004 року з приходом до влади ХДС повернулася у Міністерство фінансів на посаду державного секретаря. У 2004 році прийнята на роботу в Центральне державне бюро з питань стратегії (Središnji državni ured za strategiju). З березня 2005 до травня 2012 була членом групи з ведення переговорів про вступ Хорватії у Європейський Союз, де займала посаду заступниці голови переговорної групи (2005—2008) і відповідала за перемовини у ділянці оподаткування, митного союзу, фінансових і бюджетних положень та фінансового контролю.
Наприкінці 2010 року прем'єр-міністерка Ядранка Косор провела перестановки в кабінеті міністрів і звільнила з посади міністра фінансів Івана Шукера. Мартіна Далич перебрала на себе його функції і обіймала посаду до грудня 2011. На парламентських виборах 2011 вона пройшла в Сабор за списком ХДС по 7-му виборчому округу.
22 вересня 2014 залишила ХДС, бо вважає, що її колишня партія не може врятувати Хорватію від кризи, в якій країна перебуває ще з 2009 року. У відкритому листі до громадськості вона написала: «Для мене подальша участь у такому оточенні неможлива, адже я зараз повністю упевнена, що нічого не зміниться. ХДС не має ні достатньо сил, ані рішучості вийти за межі усталених політичних моделей, які зводяться до простого повторення, що уряд не в змозі, [до] щоденного політичного критиканства і приділення уваги минулому. В економічній команді ХДС немає координації, немає керівництва, немає чіткого напряму і конкретної роботи над дійсними причинами цієї затяжної кризи. Хорватія може не витримати ще один непідготовлений уряд, який займається самим собою і торкається проблем тільки поверхово».
У 2016 році поновила співробітництво зі своїм попереднім угрупованням. У жовтні того самого року керівник ХДС Андрей Пленкович, формуючи свою урядову команду, довірив їй посаду міністра економіки, малого і середнього підприємництва та ремесел, а також заступниці прем'єр-міністра.
Одружена, мати двоє дітей. Володіє англійською мовою.